# Сухорябов, Владимир Викентьевич
Владимир Викентьевич Сухорябов (31 июля 1910, с. Слободка, Подольская губерния, Российская империя — 25 июля 1950, СССР) — советский военачальник, полковник (18.3.1943).

## Биография
Родился в селе Слободка, ныне в Ярмолинецком районе, Хмельницкая область, Украина. Украинец.
До призыва на военную службу Сухорябов с декабря 1929 года находился на подготовительных курсах по подготовке в военно-учебные заведения при Кировоградском институте народного образования.

### Военная служба

#### Межвоенные годы
10 мая 1930 года добровольно поступил в Украинскую кавалерийскую школу им. С. М. Буденного в городе Кировоград. В январе 1930 года переведен в город Тамбов в Объединенную Краснознаменную кавалерийскую школу им. Первой Конной армии, где продолжил обучение курсантом и помощником командира взвода пулеметного эскадрона. Член ВКП(б) в 1932 года. В октябре 1933 года окончил ее и был зачислен командиром взвода в резерв МВО. С января 1934 года по ноябрь 1935 года находился на учебе в Борисоглебской военной школе летчиков. По ее окончании назначен в 107-ю авиаэскадрилью 83-й авиабригады ВВС БВО в город Брянск, где проходил службу командиром звена и отряда. Осенью 1936 года принимал участие в больших Белорусских маневрах.
С октября 1937 года по июль 1938 года находился в правительственной командировке в Испании, где воевал в должностях летчика-истребителя и командира звена. Имел 90 часов боевого налёта. Проведя 20 воздушных боев, сбил лично 2 истребителя Fiat Cr-32. В конце июня 1938 года через Францию вернулся в СССР. За боевые отличия Указом ПВС СССР от 16 ноября 1938 года майор Сухорябов был награжден орденом Красного Знамени.
В августе 1938 года назначен помощником начальника по летной подготовке Одесской военной авиашколы ВВС РККА, с августа 1939 года исполнял должность начальника этой школы. В августе 1940 года был назначен инструктором-летчиком по технике пилотирования истребительной авиации ВВС ПрибОВО. В мае 1941 года Сухорябов возглавил учебный центр по переучиванию командиров полков, эскадрилий и звеньев на новой материальной части на аэродроме Шяуляй.

#### Великая Отечественная война
22 июня 1941 года в 3 часа 40 минут Шяуляйский авиагарнизон подвергся массированному налету немецкой авиации. В сложных условиях майор Сухорябов организовал авиагруппу и участвовал с ней в отражении налетов вражеской авиации. Уже в первый день войны Сухорябов сбил в воздушном бою Ю-88. К исходу 23 июня вся группа была перебазирована на аэродром Митава, оттуда — в город Рига, а в начале июля — в городе Псков. 13 июля 1941 года с группой летчиков он убыл на аэродром Идрица, с которого совершал боевые вылеты на разведку и штурмовку вражеского аэродрома в город Двинск.
15 июля 1941 года майор Сухорябов был назначен командиром 163-го истребительного авиаполка, формировавшегося в город Саратов. 22 июля полк был направлен на фронт под Вязьму. С 24 июля, находясь в оперативном подчинении 24-й армии Резервного фронта, он начал боевую работу по прикрытию войск в районе Ельни. Полк участвовал в Смоленском сражении, Ельнинской наступательной операции. С октября принимал участие в битве под Москвой, действуя с аэродромов Гжатск, Кубинка, Серпухов, Химки. С перебазированием в Химки полк вошел в подчинение командования истребительного авиакорпуса ПВО Москвы и в его составе вел боевую работу по прикрытию боевых порядков войск и объектов в районах Клин, Волоколамск. В начале января 1942 года он перебазировался на Северо-Западный фронт, где вошел в подчинение командующего ВВС 3-й ударной армии. Здесь он принимал участие в Торопецко-Холмской наступательной операции. В феврале он перешел в распоряжение ВВС Калининского фронта, выполнял задачи по прикрытию войск в районах Нелидово и Ржева, сопровождал на боевые вылеты штурмовики 6-го гвардейского штурмового авиаполка. В апреле он вошел в 211-ю смешанную авиадивизию (с мая — в составе 3-й воздушной армии Калининского фронта).
В мае 1942 года подполковник Сухорябов освобожден от командования полком и назначен заместителем командира формировавшейся в армии 256-й истребительной авиадивизии. До августа, ввиду болезни командира дивизии, временно исполнял его обязанности. Участвовал с ней в прикрытии наземных войск фронта в районе Ржева, в блокировании вражеских аэродромов, сопровождении штурмовиков и бомбардировщиков на боевые вылеты, а также транспортных самолетов к окруженным нашим войскам в районах Белый, Нелидово.
В конце июля 1942 года, с выходом из госпиталя командира дивизии, Сухорябова назначили командиром 294-й истребительной авиадивизии, находившейся на формировании в ЗакВО в город Ереван. Дивизия выполняла задачи по ПВО и прикрытию участка ж. д. от ст. Насосная до Махачкалы. В октябре управление дивизии было перебазировано на аэродром Клин под Москву и вошло в состав резерва ВГК. После пополнения личным составом и материальной частью дивизия приступила к выполнению боевых задач по прикрытию аэродромов и ж.-д. ст. Клин, Дмитров и Химки. В январе 1943 года дивизия была перебазирована на Южный фронт. В составе 4-го истребительного авиакорпуса она принимала участие в освобождении Донбасса, в Харьковских наступательной и оборонительной операциях, в Курской битве.
В конце июля 1943 года Сухорябов назначен командиром 1-й гвардейской истребительной авиадивизии. Дивизия, действуя с аэроузла Ржава, в период с 17 августа по 1 сентября вела боевую работу по завоеванию господства в воздухе. Полковник Сухорябов в это время находился на передовых командных пунктах и руководил с них боевой деятельностью авиачастей. В сентябре после понесенных потерь дивизия была выведена в резерв при 16-й воздушной армии. В январе — марте 1944 года она совершила перелет по маршруту Ачикабул, Махачкала, Армавир, Ростов-на-Дону, Харьков, Новозыбков. Затем в составе 16-й воздушной армии 1-го Белорусского фронта дивизия участвовала в Белорусской, Бобруйской наступательной операции. В начале июля она перебазирована на аэродром Колки, где вошла в 6-ю воздушную армию и участвовала в Люблин-Брестской наступательной операции. Части дивизии в этой операции сопровождали штурмовики 7-го штурмового авиакорпуса. В конце августа они поддерживали наземные войска в боях по расширению плацдарма на реке Висла. В декабре 1944 года дивизия была перебазирована на аэроузел Луков, где вошла в подчинение 16-й воздушной армии 1-го Белорусского фронта и в ее составе участвовала в Варшавско-Познанской, Восточно-Померанской и Берлинской наступательных операциях.
Во время войны Сухорябов совершил 110 боевых вылетов, лично сбил 2 самолёта противника.
Комдив Сухорябов за время войны был восемь раз персонально упомянут в благодарственных приказах Верховного Главнокомандующего.

#### Послевоенное время
В августе 1945 года полковник Сухорябов перебазировал дивизию на аэродром Нойбранденбург и в сентябре был направлен на учебу в Военную академию командного и штурманского состава ВВС Красной армии. После окончания курсов этой академии в мае 1946 года вновь вступил в командование 1-й гвардейской истребительной авиационной Сталинградско-Берлинской Краснознаменной дивизией, входившей в 11-й истребительный авиационный Кенигсбергский корпус 15-й воздушной армии ПрибВО. С июня 1948 года исполнял должность заместителя начальника по летной подготовке Батайского военного авиационного училища летчиков им. Серова. 25 июля 1950 года полковник Сухорябов погиб в авиакатастрофе при исполнении служебных обязанностей.

## Награды
- три ордена Красного Знамени (16.11.1938[5], 22.06.1942[5], 08.03.1945[6])
- орден Суворова II степени (29.05.1945)[7]
- орден Кутузова II степени (23.07.1944)[8]
- орден Отечественной войны I степени (19.08.1943)[9]
- орден Красной Звезды (06.11.1945)[10]

медали в том числе:
- - «За боевые заслуги» (03.11.1944)[10]
  - «За оборону Москвы» (29.10.1944)[11]
  - «За победу над Германией в Великой Отечественной войне 1941—1945 гг.» (1945)
  - «За взятие Берлина» (1945)
  - «За освобождение Варшавы» (1945)

Приказы (благодарности) Верховного Главнокомандующего в которых отмечен В. В. Сухорябов.
- За форсирование реки Друть и прорыв сильной, глубоко эшелонированной обороны противника на фронте протяжением 30 километров и продвижение в глубину до 12 километров, а также захват более 100 населенных пунктов, среди которых Ректа, Озеране, Веричев, Заполье, Заболотье, Кнышевичи, Моисеевка, Мушичи, и блокирование железной дороги Бобруйск — Лунинец в районе ст. Мошна, Черные Броды. 25 июня 1944 года № 118.
- За переход в наступление из района Ковеля, прорыв сильно укрепленной обороны немцев продвижение вперед на 50 километров, выход к реке Западный Буг, и овладении более 400 населенных пунктов, в том числе крупных населенных пунктов Ратно, Малорыта, Любомль, Опалин. 20 июля 1944 года. № 142.
- За овладение штурмом городом и крепостью Демблин (Ивангород) — крупным железнодорожным узлом и мощным опорным пунктом обороны немцев на реке Висла. 26 июля 1944 года. № 150.
- За овладение столицей Польши городом Варшава — важнейшим стратегическим узлом обороны немцев на реке Висла. 17 января 1945 года. № 223.
- За овладение крупнейшим промышленным центром Польши городом Лодзь и городами Кутно, Томашув (Томашов), Гостынин и Ленчица — важными узлами коммуникаций и опорными пунктами обороны немцев. 19 января 1945 года. № 233.
- За овладение городами Штаргард, Наугард, Польцин — важными узлами коммуникаций и мощными опорными пунктами обороны немцев на штеттинском направлении. 5 марта 1945 года. № 290.
- За овладение городами Франкфурт-на-Одере, Вандлитц, Ораниенбург, Биркенвердер, Геннигсдорф, Панков, Фридрихсфелъде, Карлсхорст, Кепеник и прорыв в столицу Германии Берлин. 23 апреля 1945 года. № 339.
- За овладение штурмом городом Бранденбург — центром Бранденбургской провинции и мощным опорным пунктом обороны немцев в Центральной Германии. 1 мая 1945 года. № 355.